# Mubende
Mubende è un centro abitato dell'Uganda, situato nella Regione centrale.